# Дитячий журнал
Дитяче журнальне видання або журнал для дітей — періодичне видання у вигляді блока скріплених в корінці аркушів друкованого матеріалу встановленого формату у обкладинці або оправі, яке виходить через певні проміжки часу, під постійною назвою та створене як спосіб форма та засіб соціально-культурної взаємодії журналістського, батьківського та дитячого середовища в умовах полікодового простору. Дитячі журнали орієнтовані як на дітей, так і на дорослих (батьків та вчителів).

## Історія
Першим виданням для дітей був  німецький часопис «Лейпцизький щотижневий листок» (1772—1774 рр.).  Згодом з'явився журнал «Детское чтение для сердца и раз ума» (1785—1789 рр.). Ідеєю його було виховати почуття та накопичити знання юних читачів.  Незабаром випускаються ще такі журнали: «Детская книжка для воскресных дней» (1835), «Библиотека для воспитания» (1843—1846), "Новая библиотека для воспитания (1847—1849), «Новое детское чтение», «Детский собеседник», «Детская библиотека». «Звездочка», «Лучи»  – видання були спрямовані на дівчаток.
Періодичні видання для дітей США були також різноплановими. «The Children's Magazine» (1789), «Children's Friend» (1826—1827), «Youth Gazette» (1827), «Youth companion» (1827—1929), «The Childs Magazine» (1827 — після 1848), «The Family Pioneer and Juvenile Key» (1830—1837), «The Rose Bud» (1832—1839), «The Child's Newspaper» (1834) — різноманітні та в основному мали  мету — навчити. І надалі йде розвиток дитячої преси у світі.
У Білорусі дитяча преса почалась з літературно-наукового місячника «Лучынка», який вийшов напередодні Першої світової війни. Згодом у 1921 році з'явився перший дитячий білоруський журнал «Зоркі».
В Україні дитячі журнали взяли початок з додатку до «дорослої преси» «Домова шкілка», який друкувався у Відні з 1854 року. У 1869 році львівський журнал «Учитель» започаткував свій дитячий додаток «Ластівка». Відзначимо «Детский музыкальный мирок» (1887—1888), видавався у Одесі, «Колокольчик церковно-приходской школы» (1892), Київ. На Заході України був створений журнал «Дзвінок», який видавався у Львові протягом 1890—1914 років. Першим і єдиним україномовним журналом у Східній Україні був «Молода Україна», видавався під керівництвом Олени Пчілки у 1906 році у Києві, з 1908 по 1912 рр, а 1912 — у Гадячі. Дитячий журнал «Світ дитини» (1919—1939 рр.), видавався у Львові та журнал-місячник «Наш приятель» (1920—1935 рр.) — започаткували відновлення виходу дитячої преси після Першої світової війни. «Молоді Каменярі» (1928—1932 рр.)  – перша газета, яка виходила  додатком до часопису «Громадський голос». «Мурзилка» — всесоюзне видання, започатковане 1924 року. 1928 року був заснований журнал «Жовтеня», потім об'єднався з часописом «Тук-тук» і отримав назву славнозвісного журналу «Барвінок». Закінчив свою роботу у 2019 році. У 1960 році був заснований відомий дитячий журнал «Малятко» і досі виходить.  Згодом преса для дітей почала розвиватися ще більше і до сьогоднішнього дня ми можемо побачити як часто видання змінюються.

## Аудиторія
Основні групи журналів для дітей:
- журнали для дітей раннього дитячого віку (1–3 роки);
- журнали для малюків та дошкільнят (3–6 років);
- журнали для школярів молодших класів (6–10 років)[6].

Дитячі українські журнали можна розподілити за віком.
- журнали для дітей раннього дитячого віку (1–3 роки): «Мамине сонечко від 1 до 3»;
- журнали для малюків та дошкільнят (3–6 років): «Малятко», «Мамине сонечко від 2 до 5» [Архівовано 23 травня 2021 у Wayback Machine.], «Пізнайко від 2 до 6» [Архівовано 26 травня 2020 у Wayback Machine.], «Ангелятко», «Ангеляткова наука», «Яблунька» та ін.;
- журнали для школярів молодших класів (6–10 років): «Джміль» [Архівовано 4 серпня 2020 у Wayback Machine.], «Котя Малюк», «Стежка», «Куля» [Архівовано 29 травня 2020 у Wayback Machine.], Смайлик, «Пізнайко від 6», Равлик та ін.

Журнали для наймолодшої аудиторії покликані розвивати, допомагати батькам у вихованні малечі. В той же час видання для малюків та дошкільнят мають більшу функціональність: розвивати, розважати і навчати. Видання для дошкільнят певною мірою готують їх до школи та навчального процесу, дають можливість читати художні твори і збагачувати їх світогляд. Видання, що орієнтовані на школярів молодших класів є різнотипними. Спрямуванням їх є освітнє, літературно-художнє, пізнавальне, розважальне.

## Тематичне спрямування
Типи журналів:
- розважальні журнали (створені за мотивами популярних мультфільмів чи іграшок);
- дитячі періодичні журнали для умілих дітей;
- пізнавально-розважальні;
- навчальні.

За О. Орлик є чотири типологічних характеристики журналів:
- загальноосвітні,
- релігійні,
- наукові,
- розважальні[7].

За типологією О. Бикової можна відзначити п'ять типів журналів для дітей:
- науково-популярні,
- літературно-художні,
- навчальні,
- розважальні,
- пізнавальні[8].

Типологічна класифікація Т. Давидченко:
- пізнавальні,
- розважальні,
- навчальні,
- художні,
- наукові.

У свою чергу пізнавальні бувають енциклопедичні та ігрові; розважальні — кросворди; навчальні — навчально-ігрові, релігійні, освітні; художні — літературні та мистецькі; наукові — науково-технічні та науково-художні".
  Українські журнали розподіляються за спрямуванням.
- Пізнавальні видання — мають на меті подати інформацію в ігровій формі, щоб вона була більш доступною та цікавішою для читача. Прикладами таких журналів є: «Пізнайко від 2 до 6» [Архівовано 26 травня 2020 у Wayback Machine.], «Пізнайко від 6», «Куля», «Яблунька», «Вигадуй, думай, грай», «В гостях у казки» (українською та російською мовами), «Киця», «KubRiki», «Весела перерва» (українською та англійською мовами), «Равлик», «Домовичок», «Жасмин» [Архівовано 20 липня 2021 у Wayback Machine.] (українською та російською мовами), «Золоте левеня», Смайлик, «Ведмедик Баррі», «Кенгуру», «Веселі картинки», «Граючись вчимося», «Ёжик», «Моє хобі», «Маленький розумник», «Карамельки», «Маленька фея та сім гномів», «У світі казок».
- Розважальні видання — варто зазначити, що кожен журнал має таку функцію «розважити». Але й існує вид дитячої преси, яка допоможе дитині з легкістю провести вільний час з користю. Сюди можна віднести комікси, розмальовки, конкурси, вікторини, кросворди: «Чарівна принцеса», «Розмальовок 20», «Конфетка», «Круті пригоди», «Найкращі дитячі кросворди», «Barbie», «Веселий саморобкін», «Кузя» (українською і російською мовами),  «Розмальовки», «Однокласник», «Тачки», «Чарівна казка».
- Навчальні видання — мета журналу — навчити дитину і допомогти батькам, вчителям, вихователям донести певну інформацію. «Крилаті», «Джміль», «Жасмин» [Архівовано 20 липня 2021 у Wayback Machine.] (українською та російською мовами), «Котя», «Колосочок», «Розумашки», «Весела малеча», «Івасик Телесик для малят», «Котэлло», «Розвивайко», «Веселі уроки» (українською та англійською мовами), «Веселі саморобки» (українською та російською мовами), «Маленькі академіки» (російською та українською мовами).
- Релігійні журнали — завдяки такій пресі юний читач навчиться «церковній грамоті»: «Богдан», «Водограй», «Живе джерельце»; «Водограйчик», «Живой родничок», «Стежка», «Стежинка» (українською та російською мовами).
- Культурологічні — цей тип журналів має у собі велику кількість художніх творів та приділяється увага літературі: «Яблунька», «Джміль», «Котя», «Розмальовок 20», «Малятко», «Колобочок» [Архівовано 29 травня 2020 у Wayback Machine.], «Дзвіночок», «Скарби. Скарбничка для дітей», «У світі казок», «Чарівна казка».
- Науково-популярні — цей вид преси впливає на дитину та її інтереси. Завдяки науково-популярній пресі дитина зможе пробудити інтерес та схильність до певних занять: «Колосок», «Країна знань», «Паросток», «Школа юного вченого», «Юний технік України», «Веселі саморобки», «Юний моделіст-архітектор», «Юний моделіст-конструктор техніки» (українською та англійською мовами).